# Station Franière
Station Franière is een spoorwegstation langs spoorlijn 130 (Namen - Charleroi) in Franière, een deelgemeente van de gemeente Floreffe. Het is nu een stopplaats.

## Treindienst
| Serie       | Treinsoort               | Route                                          | Bijzonderheden                                            |
| ----------- | ------------------------ | ---------------------------------------------- | --------------------------------------------------------- |
| S 61        | S-trein Charleroi (NMBS) | Waver – Charleroi-Centraal – Franière – Jambes | Rijdt in de week 2×/u tussen Jambes - Charleroi-Centraal. |
| P 7780/8780 | Piekuurtrein (NMBS)      | Charleroi-Centraal – Franière – Namen – Jambes | Rijdt alleen op werkdagen. Een trein tot Jambes.          |

## Reizigerstellingen
De grafiek en tabel geven het gemiddeld aantal instappende reizigers weer op een week-, zater- en zondag.
| Tabel: aantal instappende reizigers station Franière | Tabel: aantal instappende reizigers station Franière | Tabel: aantal instappende reizigers station Franière | Tabel: aantal instappende reizigers station Franière |
|                                                      | Weekdag                                              | Zaterdag                                             | Zondag                                               |
| ---------------------------------------------------- | ---------------------------------------------------- | ---------------------------------------------------- | ---------------------------------------------------- |
| 1977                                                 | 341                                                  | 109                                                  | 61                                                   |
| 1978                                                 | 319                                                  | 103                                                  | 87                                                   |
| 1979                                                 | 337                                                  | 120                                                  | 58                                                   |
| 1980                                                 | 339                                                  | 106                                                  | 82                                                   |
| 1981                                                 | 339                                                  | 127                                                  | 76                                                   |
| 1982                                                 | 311                                                  | 106                                                  | 76                                                   |
| 1983                                                 | 298                                                  | 90                                                   | 47                                                   |
| 1984                                                 | 275                                                  | 94                                                   | 66                                                   |
| 1985                                                 | 294                                                  | 85                                                   | 34                                                   |
| 1986                                                 | 281                                                  | 79                                                   | 40                                                   |
| 1987                                                 | 318                                                  | 77                                                   | 42                                                   |
| 1988                                                 | 320                                                  | 53                                                   | 89                                                   |
| 1989                                                 | 313                                                  | 45                                                   | 57                                                   |
| 1990                                                 | 235                                                  | 55                                                   | 42                                                   |
| 1991                                                 | 252                                                  | 50                                                   | 38                                                   |
| 1992                                                 | 235                                                  | 61                                                   | 41                                                   |
| 1993                                                 | 194                                                  | 56                                                   | 33                                                   |
| 1994                                                 | 196                                                  | 60                                                   | 27                                                   |
| 1995                                                 | 156                                                  | 59                                                   | 40                                                   |
| 1996                                                 | 207                                                  | 71                                                   | 31                                                   |
| 1997                                                 | 204                                                  | 56                                                   | 31                                                   |
| 1998                                                 | 205                                                  | 38                                                   | 26                                                   |
| 1999                                                 | 200                                                  | 44                                                   | 28                                                   |
| 2000                                                 | 194                                                  | 48                                                   | 26                                                   |
| 2001                                                 | 181                                                  | 32                                                   | 27                                                   |
| 2002                                                 | 130                                                  | 46                                                   | 31                                                   |
| 2003                                                 | 142                                                  | 39                                                   | 20                                                   |
| 2004                                                 | 161                                                  | 42                                                   | 22                                                   |
| 2005                                                 | 169                                                  | 42                                                   | 24                                                   |
| 2006                                                 | 141                                                  | 37                                                   | 24                                                   |
| 2007                                                 | 182                                                  | 35                                                   | 14                                                   |
| 2008                                                 | -                                                    | -                                                    | -                                                    |
| 2009                                                 | 139                                                  | 25                                                   | 29                                                   |
| 2010                                                 | -                                                    | -                                                    | -                                                    |
| 2011                                                 | -                                                    | -                                                    | -                                                    |
| 2012                                                 | 159                                                  | 32                                                   | 32                                                   |
| 2013                                                 | 176                                                  | 38                                                   | 23                                                   |
| 2014                                                 | 185                                                  | 18                                                   | 21                                                   |
| 2015                                                 | 101                                                  | 35                                                   | 28                                                   |
| 2016                                                 | 131                                                  | 41                                                   | 30                                                   |
| 2017                                                 | 133                                                  | 40                                                   | 27                                                   |
| 2018                                                 | 153                                                  | 41                                                   | 29                                                   |
| 2019                                                 | 138                                                  | 31                                                   | 23                                                   |
| 2020                                                 | 96                                                   | 58                                                   | 51                                                   |
| 2021                                                 | -                                                    | -                                                    | -                                                    |
| 2022                                                 | 152                                                  | 59                                                   | 56                                                   |
| 2023                                                 | 204                                                  | 42                                                   | 42                                                   |
| 2024                                                 | 246                                                  | 98                                                   | 85                                                   |

0,0: Namen ·
3,2: Ronet ·
4,8: Flawinne ·
8,6: Floreffe ·
10,9: Franière ·
13,5: Mornimont ·
14,4: Moustier ·
16,2: Ham-sur-Sambre ·
16,7: Jemeppe-sur-Sambre ·
19,3: Auvelais ·
21,4: Tamines ·
23,7: Aiseau ·
25,5: Tergnée ·
26,4: Farciennes ·
27,5: Le Campinaire ·
28,6: Pont-de-Loup ·
29,8: Châtelet ·
32,6: Couillet-Montignies ·
33,9: Couillet ·
36,6: Charleroi-Central